# Tekken Tag Tournament 2
Tekken Tag Tournament 2 (яп. 鉄拳タッグトーナメント2 Тэккэн Таггу То:намэнто: Цу:) — восьмая игра из серии файтингов Tekken. Вторая часть «турнира», не затрагивающий основную сюжетную линию. Была выпущена в Японии на аркадных автоматах в 2011 году. В следующем году вышло обновление игры под названием Unlimited, которое разработчики позже портировали на консоли PlayStation 3, Xbox 360 и Wii U.
Как и в первую часть Tekken Tag Tournament, в игру вернулись все персонажи, появившиеся в игровой серии в предыдущих частях (исключая: Кинг I, Армор Кинг I, Кума I, Гон, Азазель, NANCY-MI847J и другие). Игроки могут выбрать либо команду из двух персонажей или играть в одиночку, а также играть на двоих в одной команде, таким образом Tekken Tag Tournament 2 поддерживает многопользовательский режим. После выхода проект был положительно оценён критиками и получил ряд премий и наград со стороны игровых сайтов и журналов.

## Игровой процесс
Согласно сюжету игры, Хэйхати Мисима долгое время мечтал об омоложении и долго искал источник. И вот, его исследователи закончили создание чудо сыворотки. Когда Хэйхати выпил сыворотку, он немедленно почувствовал свою молодость и прилив сил, думая, что его никто не остановит. В это время начинается очередной турнир «Железный кулак».
Как и в Tekken Tag Tournament, каждому игроку нужно выбрать сразу двух персонажей. По желанию можно соревноваться в одиночку, без напарника. Игрок может поменять своих бойцов в любое время, что позволяет неактивному персонажу постепенно восстанавливаться, или по возможности может идти сражаться дальше с небольшим увеличением силы. Выигрывает раунд та команда, у которой осталась больше полоски с жизнью. В игре появились длительные комбо и комбинации движений. Новые методы включают сочетания различных бросков, которых можно избежать. Комбо теперь можно сделать обоими персонажами одновременно. Из Tekken 6 позаимствована возможность совершать несколько атак в воздухе, повалить противника на землю или толкнуть в стену.
Важным нововведением стал обучающий уровень, получивший название «Лаборатория боя». Здесь, играя за Комбота, нужно принимать участие во многих мероприятиях, следовать инструкциям для завершения различных миссий, чтобы позднее стать лучшим бойцом. Также добавлен новый режим «Tekken Tunes», позволяющий менять музыку в игре.
Версия для Wii U включает в себя мини-игру «Tekken Ball», которая также присутствовала в Tekken 3, и режим «Mushroom Battle», где присутствуют грибы из серии Mario, увеличивающие или уменьшающие рост персонажа на некоторое время. Управление может осуществляться как через геймпад, так и через специальный сенсорный экран.

### Список персонажей
В игре присутствуют все персонажи из Tekken 6 (в том числе и Панда с собственным слотом персонажа), Дзимпати Мисима из Tekken 5, Настоящий Огр из Tekken 3 (в игре назван как просто Огр) и Дзюн Кадзама из Tekken 2. Также в игре появляется Дьявол как трансформация Кадзуи. В игру вернулась в качестве босса Неизвестная из Tekken Tag Tournament, однако она доступна только как загружаемый контент. Среди новых персонажей отдельно следует отметить ДжейСи, которая как оказалось позже, не была новым персонажем, а оказалась Джулией Чан в костюме рестлерши.
Консольная версия игры включает в себя 59 персонажей, включая вернувшихся персонажей из прошлых частей серии: Кунимицу, Мишель Чан и Прототип Джека из оригинального Tekken, Ангела, Дьявола и Алекса из Tekken 2, Тайгера Джексона, Фореста Ло, Доктора Босконовича и Настоящего Огра из Tekken 3, а также Михару Хирано, Вайлета и Комбота из Tekken 4, последний из которых может использовать различные приёмы других персонажей. Кроме того, есть худая версия Боба из его концовки в Tekken 6, также в игре появился в качестве игрового персонажа Себастьян, дворецкий Лили. Здесь они дебютируют как игровые персонажи.
| - Алекс (доступен на консолях) - Алиса Босконович - Ангел (загружаемый контент) - Анна Уильямс - Армор Кинг II - Асука Кадзама - Боб - Брайан Фьюри - Брюс Ирвин - Бэк Ду Сан - Ван Дзинрэй - Вайлет (загружаемый контент) - Ганрю - Джек-6 - Джулия Чан/ДжейСи | - Дзимпати Мисима - Дзин Кадзама - Дзюн Кадзама - Доктор Босконович (загружаемый контент) - Древний огр (загружаемый контент) - Дьявол Дзин - Кадзуя Мисима/Дьявол Кадзуя - Ёсимицу - Зафина - Кинг II - Комбот (доступен на консолях) - Кристи Монтейру - Крэйг Мардук - Кума II - Кунимицу (загружаемый контент) | - Ларс Александерссон - Лео Клиэсен - Ли Чаолань - Лили - Лин Сяоюй - Лэй Улун - Маршалл Ло - Мигель Кабальеро Рохо - Микару Хирано (загружаемый контент) - Мишель Чан (загружаемый контент) - Мокудзин - Настоящий Огр - Неизвестная (загружаемый контент) - Нина Уильямс - Панда | - Пол Феникс - Прототип Джек (загружаемый контент) - Роджер-младший - Рэйвен - Себастьян - Сергей Драгунов - Стив Фокс - Тайгер Джексон (доступен на консолях) - Форест Ло (доступен на консолях) - Фэн Вэй - Хваран - Худой Боб (загружаемый контент) - Хэйхати Мисима - Эдди Горду |

## Разработка и выпуск
Игра была официально анонсирована Кацухиро Харадой 18 сентября 2010 года, на чемпионате фанатов файтингов Tougeki. Ранее он упоминал игру во время выступления на конференции «Легенда Tekken» в Мадриде в мае 2010 года, но только заявив, «что они работают над следующей Tekken». Журналисты и фанаты серии ошибочно подумали, что он имел в виду Tekken 7. Харада позже развеял путаницу на своей странице в социальной сети Twitter.
На выставках Tekken Tag Tournament 2 были представлены первые играбельные персонажи: Дзин Кадзама, Асука Кадзама, Лео и Кадзуя Мисима. До этого на страницах Харады в Twitter появились просьбы с требованием вернуть Дзюн Кадзаму. В ответ Харада заявил, что рассмотрит это предложение, если голосов за возвращение будет более 4000. Также фанаты серии просили вернуть динозаврика Гона из Tekken 3, но продюсер заявил, что Namco Bandai не обладают авторскими правами на этого персонажа. Игровой процесс за Дзюн и Настоящего Огра был продемонстрирован на выставке AOU в 2011 году. Версия игры для аркадного автомата использует модернизированный движок игры Tekken 6 и расширяет игровой процесс Tekken Tag Tournament, например, расширенное комбо и комбинированные движения. Общее число игровых персонажей в консольной версии составило 59.
Tekken Tag Tournament 2 была впервые выпущена в Японии на аркадных автоматах летом 2011 года. На выставке World Cyber Games 2010 Харада намекнул, что для консольных версии будет выпускаться загружаемый контент с другими персонажами и бонусами. Кроме того, в Twitter Харада приблизительно назвал дату выхода консольной версии игры где-то между релизами Street Fighter X Tekken и Tekken X Street Fighter.
16 февраля 2012 года на выставке AOU была анонсирована обновлённая версия игры под названием Tekken Tag Tournament 2: Unlimited. Обновление было выпущено 27 марта этого же года на аркадных автоматах. Здесь игрок может играть как со своим напарником, так и в одиночку. Появился режим «Парная игра» (англ. Pair Play), который позволяет четырём игрокам сражаться одновременно в бою. Из Tekken 6 вернули систему «Ярость» (англ. Rage), во время которой персонаж получает дополнительную силу. Вокруг него появляется красная аура, а полоска со здоровьем будет мигать красным цветом. «Сила Нэцу» (англ. Netsu Power) появляется на экране тогда, когда на персонажа напали определённое количество раз и полоска с очками жизни вспыхивает. Если на экране персонаж мигает, то он становится немного сильнее.
В сборнике Tekken Hybrid игроку даётся возможность поиграть в демоверсию игры под названием Tekken Tag Tournament 2 Prologue. Здесь доступного всего четыре персонажа: Дьявол Дзин, Дьявол Кадзуя, Лин Сяоюй и Алиса Босконович. В сентябре 2012 года Tekken Tag Tournament 2 была портирована на PlayStation 3 и Xbox 360 и Wii U. За основу была взята обновлённая версия Unlimited. Однако здесь разработчики добавили несколько новых персонажей, этапы и режим обучения под названием «Лаборатория Битв». Все версии имеют поддержку 3D и новую функцию под названием «Tekken Tunes», чтобы обмениваться музыкой. Доступен новый онлайн-сервис «Мировая Федерация Теккен» (англ. World Tekken Federation), состоящий собственно из игры по сети и форум для обсуждения. Все рекорды и достижения отслеживаются в таблице лидеров.
Кроме того, Tekken Tag Tournament 2 для Wii U включает в себя эксклюзивные костюмы от персонажей серий Mario, Metroid и The Legend of Zelda. От остальных консольных версий она отличается дополнительным режимом «Грибная битва» (англ. Mushrroms Battle), в которой есть много разных грибов (Обычные, Ядовитые, Мега), увеличивающие или уменьшающие рост персонажа на некоторое время. Все персонажи разблокированы все скрытые персонажи. Специально для этой версии выпущен специальный загружаемый контент, позволяющий разблокировать всех недоступных бойцов. Здесь также можно менять цвет костюма героев и поиграть в боулинг (под названием «Tekken Bowl»).
После анонса Tekken Tag Tournament 2 Wii U Edition, в сети появилась информация о выпуске игры на портативную консоль PlayStation Vita, однако эта информация вскоре не подтвердилась.

### Реклама и продвижения
22 ноября 2011 года на Blu-Ray был выпущен сборник Tekken Hybrid, куда входил компьютерный фильм Tekken: Blood Vengeance и портированная версия первой части Tekken Tag Tournament в HD-качестве, а также демоверсия сиквела. Сюжет пролога связан с фильмом, и доступно всего четыре персонажа.
До выхода Tekken Tag Tournament 2, Namco Bandai Games позволила игрокам в Северной Америке в первый раз поиграть в игру в команде Mad Catz на зимнем чемпионате лиги Major League Gaming в 2012 году. Namco также привезла игровой автомат с Tekken Tag Tournament 2 в город Лондон во время выставки MCM London Comic Con. В 2012 году Namco объявила о первом игровом туре, чтобы позволить новичкам поиграть в режим «Лаборатория Битв». Тур начался в районе Лондона дворце Шайо 28 июня, а затем отправились в Манчестер и Глазго 5 и 6 июля соответственно. 11 сентября 2012 года, Namco пыталась установить новый мировой рекорд по «большому экрану, использующиеся в турнирах видеоигр». Попытка состоялась в IMAX-театре в Сиднее.
Чтобы отпраздновать запуск Tekken Tag Tournament 2, издатель Namco запустил конкурс на лучший вдохновлённый образ Tekken. Конкурс был связан с элементом «Тег». Фанаты со всего мира использовали рамку, чтобы помечать фотографию с надписями «№ WEARETEKKEN» или «TTT2», чтобы показать, что для них значит серия Tekken. Некоторые фотографии демонстрировались в Восточной галерее в Лондоне, чтобы отпраздновать запуск игры 14 сентября 2012 года. Победитель конкурса художник Винс Рэй получил ограниченное издание «We Are Tekken», фигурку Ёсимицу, и 2 пакетика для боулинга с постером Анны Уильямс и подписью Харады.

### Ограниченные издания
В Австралии, в день запуска игры Tekken Tag Tournament 2 клиенты, сделавшие предварительный заказ получали «ANZ Edition», которая включает четыре новых персонажа, уровень «Snoop Dogg», 150 купальных нарядов, артбук с картинками, весь комплект продавался в металлическом корпусе. Издание «ANZ» продавалось в ограниченном количестве и было доступно через интернет-магазины EB Games и JB Hi-Fi.
В Юго-Восточной Азии издание «Special Edition Prestige» содержит артбук, состоящий из 256 страниц, два компакт-диска с саундтреком оригинальных треков и ремиксов, фильм о создании игры, и наклейки с персонажами, подписанные создателем серии Кацухиро Харадой. Всё издание упаковано в кожаный чёрный ящик. Кроме того, все клиенты Юго-Восточной Азии, предварительно заказавшие игру, получили код, чтобы связывать аркадную и консольную версии вместе, четырёх новых персонажей, уровень «Snoop Dogg» и более 150 купальных нарядов.
Европейский интернет-магазин GAME получило эксклюзивное право на продажу издания игры «We are Tekken». Игра поставляется в эксклюзивном металлическом корпусе, где внутри есть игра, оригинальный саундтрек, дополнительный музыкальный компакт-диск с ремиксами, артбук и видео с продюсером серии Кацухиро Харадой и другими гостями, где он рассказывает о разработке Tekken Tag Tournament 2, о серии Tekken и про любимые места в Токио.

### Загружаемый контент
В апреле 2012 года продюсер серии Кацухиро Харада заявил, что пока ни один человек, сделавший предзаказ, не будет потом покупать за деньги контент с персонажами. В ограниченных изданиях появился контент с Кунимицу, Мишель Чан, Ангелом и Древним Огром, но только в течение ограниченного периода времени, после этого загрузка будет бесплатной для всех игроков.
5 июня 2012 года на E3 Namco Bandai объявила о партнерстве с американским рэпером Snoop Dogg, с целью создать контент для Tekken Tag Tournament 2. Snoop Dogg записал оригинальную песню для игры под названием «Knocc 'Em Down», а также разрешил издателю использовать свой образ для игры. Рэпер появился на одноимённом уровне как неигровой персонаж. Уровень «Snoop Dogg» стал бесплатными для тех, кто сделал предзаказ игры. 14 июля на выставке Comic Con, Namco Bandai анонсировала новый контент под названием «Big Bikini Bundle» (рус. Большой комплект бикини), включающий 150 купальных костюмов для персонажей. Дополнение поставлялось сразу же, кто сделал предварительный заказ игры.
9 сентября хакеры нашли на диске шести скрытых персонажей (Доктор Босконович, Худой Боб, Михару Хирано, Себастьян, Вайлет и Неизвестная) и несколько скрытых уровней. Через три дня Namco объявила о новых персонажах и этапах. Содержание можно будет получить с помощью нескольких бесплатных обновлений. Например, в обновлении 1.02, выпущенном 9 октября 2012 года, открывается доступ к трём дополнительным персонажам (Михару, Худому Бобу и Себастьяну), всем дополнительным аренам, меню PlayStation Store в главном меню, режиму «World Arena» в сетевой игре и новой опции в изменении одежд. В обновлении 1.03 открываются все ранее не доступные персонажи, а также меню в Галерее «Кинотеатр Tekken» для просмотра загружаемых видеороликов.
Музыка и видеоролики из всех предыдущих игр Tekken также были выпущены в качестве загружаемого контента под названием «Tekken Tag 2 Bonus Pack». Музыка из оригинального Tekken, Tekken 2, Tekken 3, Tekken 4, Tekken Tag Tournament, Tekken 5 и Tekken 6 были анонсированы 9 октября 2012. В отличие от другого контента, их загрузка платная Вся музыка и видеоролики доступны для отдельной покупки по частям серии, так например вместо «Tekken Tag 2 Bonus Pack» содержащего все видеоролики и музыку, можно купить отдельно музыку или видеоролики.

## Музыка
Музыка была написана Акитакой Тоямой, Нобуёси Сано, Рио Хамамото, Таку Иноуэ и Кэнъити Окабэ. Компанией PolyGram было издано два саундтрека к игре. Первый альбом под названием Tekken Tag Tournament 2 Original Sound Track (яп. 鉄拳タッグトーナメント2オリジナルサウンドトラック Таггу То:намэнто: Цу Оридзинару Саундоторакку) был выпущен 17 ноября 2011 года. Позже он был переиздан в 2013 году под названием Tekken Tag Tournament 2 Original Sound Track Plus. Второй альбом Tekken Tag Tournament 2 Original & Remix Sound Track (яп. 鉄拳タッグトーナメント2オリジナル＆リミックスサウンドトラック Таггу То:намэнто: Цу Оридзинару & Римиккусу Саундоторакку) продавался в ограниченном количестве для тех, кто успел сделать предзаказ игры. Он был выпущен 14 сентября 2012 году. В данном альбоме содержится как оригинальные песни из игры, так и их ремиксы, причём последние были также изданы отдельно в виде альбома Tekken Tag Tournament 2 Egc Peta Mix Extra Disc.
| №                   | Название                                               | Текст песни         | Музыка              | Длительность |
| ------------------- | ------------------------------------------------------ | ------------------- | ------------------- | ------------ |
| 1.                  | «Tekken Tag Tournament Piano Intro -Massive Mix-»      |                     | Акитака Тояма       | 1:50         |
| 2.                  | «Aim To Win (Character Select)»                        |                     | Акитака Тояма       | 2:10         |
| 3.                  | «Tekstep Fountain (Fontana di Trevi)»                  |                     | Акитака Тояма       | 3:02         |
| 4.                  | «School -After School Mix- (Sakura Schoolyard)»        |                     | Нобуёси Сано        | 4:11         |
| 5.                  | «Sadistic Xmas (Arctic Dream)»                         |                     | Кэнъити Окабэ       | 3:00         |
| 6.                  | «Sunny (Condor Canyon)»                                |                     | Рио Хамамото        | 3:17         |
| 7.                  | «Yun (Dusk after the Rain)»                            |                     | Нобуёси Сано        | 3:30         |
| 8.                  | «Zirkus (Historic Town Square)»                        |                     | Таку Иноуэ          | 3:36         |
| 9.                  | «The Strongest Iron Arena -Silver Mix- (Arena)»        |                     | Акитака Тояма       | 3:22         |
| 10.                 | «Tool Pusher (Tempest)»                                |                     | Нобуёси Сано        | 4:26         |
| 11.                 | «Fiji -Paraiso Mix- (Eternal Paradise)»                |                     | Ёсиэ Аракава        | 2:40         |
| 12.                 | «Electro Parade (Festive Parade)»                      |                     | Нобуёси Сано        | 4:17         |
| 13.                 | «Moonlit Wilderness -D.T.O. Mix- (Moonlit Wilderness)» |                     | Сатору Косаки       | 4:02         |
| 14.                 | «Un Deux Trois (Strategic Space)»                      |                     | Нобуёси Сано        | 4:38         |
| 15.                 | «Snow Castle -Mundus Arrange- (Winter Palace)»         | Сёта Накама         | Го Сиина            | 3:00         |
| 16.                 | «Abyss of Time (Wayang Kulit)»                         |                     | Акитака Тояма       | 3:54         |
| 17.                 | «It's Not A Tuna! (Bountiful Sea)»                     |                     | Акитака Тояма       | 3:56         |
| 18.                 | «Jin Kazama -Far East Mix- (Hall of Judgement)»        |                     | Кэнъити Окабэ       | 3:17         |
| 19.                 | «Utmost Limits (Naraku)»                               |                     | Кэнъити Окабэ       | 3:24         |
| 20.                 | «What you will see (Heavenly Garden)»                  |                     | Нобуёси Сано        | 4:04         |
| 21.                 | «Night Falls (Ending)»                                 |                     | Таку Иноуэ          | 1:57         |
| Общая длительность: | Общая длительность:                                    | Общая длительность: | Общая длительность: | 71:33        |

| №                   | Название                                        | Музыка              | Длительность |
| ------------------- | ----------------------------------------------- | ------------------- | ------------ |
| 1.                  | «F.F.Y.R. (Livemonitor)»                        | Таку Иноуэ          | 2:36         |
| 2.                  | «Break in Jingle»                               | Акитака Тояма       | 0:06         |
| 3.                  | «Join Jingle»                                   | Акитака Тояма       | 0:05         |
| 4.                  | «Jackpot Jingle»                                | Таку Иноуэ          | 0:10         |
| 5.                  | «Continue»                                      | Таку Иноуэ          | 1:08         |
| 6.                  | «Name Entry»                                    | Таку Иноуэ          | 1:07         |
| 7.                  | «Gameover»                                      | Таку Иноуэ          | 0:05         |
| 8.                  | «Aim To Win (Character Select) Long Edit»       | Акитака Тояма       | 4:15         |
| 9.                  | «The Strongest Iron Arena -Silver Mix- (Arena)» | Акитака Тояма       | 3:54         |
| Общая длительность: | Общая длительность:                             | Общая длительность: | 13:26        |

| №                   | Название                                               | Музыка              | Длительность |
| ------------------- | ------------------------------------------------------ | ------------------- | ------------ |
| 1.                  | «Tekken Tag Tournament Piano Intro -Massive Mix-»      | Акитака Тояма       | 1:42         |
| 2.                  | «Dawn of the beat»                                     | Акитака Тояма       | 4:11         |
| 3.                  | «Aim To Win (Character Select)»                        | Акитака Тояма       | 3:06         |
| 4.                  | «The Strongest Iron Arena -Silver Mix- (Arena)»        | Акитака Тояма       | 3:20         |
| 5.                  | «Electro Parade (Festive Parade)»                      | sanodg              | 4:16         |
| 6.                  | «Fiji -Paraiso Mix- (Eternal Paradise)»                | Кэнъити Окабэ       | 2:38         |
| 7.                  | «Zirkus (Historic Town Square)»                        | Таку Иноуэ          | 3:34         |
| 8.                  | «Sunny (Condor Canyon)»                                | Рио Хамамото        | 6:03         |
| 9.                  | «Sadistic Xmas (Arctic Dream)»                         | Кэнъити Окабэ       | 3:27         |
| 10.                 | «Tool Pusher (Tempest)»                                | sanodg              | 4:26         |
| 11.                 | «It's Not A Tuna! (Bountiful Sea)»                     | Акитака Тояма       | 3:54         |
| 12.                 | «Moonlit Wilderness -D.T.O. Mix- (Moonlit Wilderness)» | Кэнъити Окабэ       | 3:59         |
| 13.                 | «Abyss of Time (Wayang Kulit)»                         | Акитака Тояма       | 4:05         |
| 14.                 | «Tekstep Fountain (Fontana di Trevi)»                  | Акитака Тояма       | 3:00         |
| 15.                 | «School -After School Mix- (Sakura Schoolyard)»        | sanodg              | 4:08         |
| 16.                 | «Tool Pusher (Tempest)»                                | sanodg              | 4:24         |
| 17.                 | «Snow Castle -Mundus Arrange- (Winter Palace)»         | Го Сиина            | 5:20         |
| 18.                 | «Un Deux Trois (Strategic Space)»                      | sanodg              | 4:36         |
| 19.                 | «Baile de Batalla (Fireworks Over Barcelona)»          | sanodg              | 4:51         |
| 20.                 | «Stained Orange (Coastline Sunset)»                    | Аяко Сасо           | 5:43         |
| 21.                 | «Reflexion (Riverside Promenade)»                      | sanodg              | 4:46         |
| 22.                 | «Siga (Tropical Rainforest)»                           | Таку Иноуэ          | 5:19         |
| 23.                 | «The Big One ~Quiet Strings Mix~ (Moai Excavation)»    | Юю Миякэ            | 6:23         |
| 24.                 | «Mystic Force (Extravagant Underground)»               | Кэнъити Окабэ       | 4:54         |
| 25.                 | «Plucking flower field (Tulip Festival)»               | Акитака Тояма       | 4:17         |
| 26.                 | «Glow of the oil (Modern Oasis)»                       | Синдзи Хосоэ        | 4:18         |
| 27.                 | «Fantastic Theater (Odeum of Illusions)»               | Кэнъити Окабэ       | 4:25         |
| 28.                 | «Break in Jingle»                                      | Акитака Тояма       | 0:02         |
| 29.                 | «Join Jingle»                                          | Таку Иноуэ          | 0:02         |
| 30.                 | «Jackpot Jingle»                                       | Таку Иноуэ          | 0:07         |
| 31.                 | «Your Sunset»                                          | Таку Иноуэ          | 5:14         |
| 32.                 | «Gallery Parallax»                                     | Ёсиэ Аракава        | 4:15         |
| 33.                 | «Tekken Tunes»                                         | Акитака Тояма       | 0:07         |
| 34.                 | «Battle Cry»                                           | Таку Иноуэ          | 6:18         |
| 35.                 | «Virus No.31»                                          | Таку Иноуэ          | 5:14         |
| 36.                 | «Waiting for the vagabond»                             | Акитака Тояма       | 5:59         |
| 37.                 | «Eternal ordeal»                                       | Синдзи Хосоэ        | 4:40         |
| 38.                 | «Evaluation Result»                                    | Синдзи Хосоэ        | 2:38         |
| 39.                 | «Specification changes»                                | Синдзи Хосоэ        | 5:16         |
| 40.                 | «Wall of Confrontation»                                | Синдзи Хосоэ        | 4:52         |
| 41.                 | «Loads of skill»                                       | Синдзи Хосоэ        | 1:13         |
| 42.                 | «The perfect finish»                                   | Синдзи Хосоэ        | 1:38         |
| 43.                 | «Jin Kazama -Far East Mix- (Hall of Judgement)»        | Кэнъити Окабэ       | 3:30         |
| 44.                 | «Utmost Limits (Naraku)»                               | Кэнъити Окабэ       | 3:37         |
| 45.                 | «What you will see (Heavenly Garden)»                  | sanodg              | 4:04         |
| 46.                 | «Night Falls (Ending)»                                 | Таку Иноуэ          | 3:03         |
| 47.                 | «Landscape Under The Ghost -Kaminano- (AD2012)»        | Ёсихито Яно         | 2:31         |
| 48.                 | «Continue»                                             | Таку Иноуэ          | 1:30         |
| 49.                 | «Gameover»                                             | Нобуёси Сано        | 0:02         |
| Общая длительность: | Общая длительность:                                    | Общая длительность: | 179:53       |

| №                   | Название                                                                           | Музыка              | Длительность |
| ------------------- | ---------------------------------------------------------------------------------- | ------------------- | ------------ |
| 1.                  | «Tekken Tag Tournament Piano Intro -Massive True Mix- (BUSY P 1999 Remix)»         | Акитака Тояма       | 4:13         |
| 2.                  | «Jin Kazama - Far East Mix - (Hall of Judgement) (VANGUARD remix)»                 | Кэнъити Окабэ       | 3:32         |
| 3.                  | «Tekken Tag Tournament Piano Intro -Massive True Mix- (HIS MAJESTY ANDRE Remix)»   | Акитака Тояма       | 4:43         |
| 4.                  | «F.F.Y.R. (Livemonitor) (CROOKERS remix)»                                          | Таку Иноуэ          | 4:12         |
| 5.                  | «Tekstep Fountain (Fontana di Trevi) (SAZON BOOYA Remix)»                          | Акитака Тояма       | 3:08         |
| 6.                  | «Night Falls (Ending) (LOGISTICS Remix)»                                           | Таку Иноуэ          | 5:27         |
| 7.                  | «What you will see (Heavenly Garden) (BENTON Remix)»                               | sanodg              | 4:13         |
| 8.                  | «School - After School Mix (Sakura Schoolyard) - (BRO SAFARI & UFO! Remix)»        | sanodg              | 4:13         |
| 9.                  | «Do you like it (Tekken Remix)»                                                    | Sammy G             | 2:34         |
| 10.                 | «Jin Kazama -Far East Mix- (Hall of Judgement) (WAZE & ODYSSEY street tracks mix)» | Кэнъити Окабэ       | 6:07         |
| 11.                 | «Night Falls (Ending) (JOKERS OF THE SCENE Remix)»                                 | Таку Иноуэ          | 8:19         |
| 12.                 | «Night Falls (Ending) (SIRIUSMO Remix)»                                            | Таку Иноуэ          | 3:25         |
| Общая длительность: | Общая длительность:                                                                | Общая длительность: | 56:42        |

| №                   | Название            | Длительность |
| ------------------- | ------------------- | ------------ |
| 1.                  | «egc PETA-MIX»      | 30:29        |
| Общая длительность: | Общая длительность: | 30:29        |

## Восприятие
| Сводный рейтинг                                | Сводный рейтинг                              |
| Агрегатор                                      | Оценка                                       |
| ---------------------------------------------- | -------------------------------------------- |
| GameRankings                                   | (X360) 82,93 % (Wii U) 83,15 % (PS3) 82,49 % |
| Metacritic                                     | (PS3) 83/100 (Wii U) 83/100 (X360) 82/100    |
| Иноязычные издания                             |                                              |
| Издание                                        | Оценка                                       |
| Edge                                           | 7/10                                         |
| Eurogamer                                      | 8/10                                         |
| Famitsu                                        | 39/40                                        |
| G4                                             | 4/5                                          |
| Game Informer                                  | 8,5/10                                       |
| GameSpot                                       | 8,5/10                                       |
| GamesRadar+                                    | [ 67 ]                                       |
| GameTrailers                                   | 8,7/10                                       |
| IGN                                            | 7,5/10                                       |
| Joystiq                                        | [ 70 ]                                       |
| Giant Bomb                                     | [ 71 ]                                       |
| CheatCodes.com                                 | 9/10                                         |
| Русскоязычные издания                          |                                              |
| Издание                                        | Оценка                                       |
| PlayGround.ru                                  | 8,8/10                                       |
| «Страна игр»                                   | 8/10                                         |
| Награды                                        |                                              |
| Издание                                        | Награда                                      |
| Machinima.com                                  | Лучший файтинг на E3 2012                    |
| Game Informer, Digital Trends, Game Revolution | Лучший файтинг                               |
| GameSpot                                       | Файтинг года                                 |

Игра была высоко оценена критиками. Средние оценки игры от сайтов GameRankings и Metacritic для Xbox 360 составляет 82,93 % и 82 балла соответственно, и 82,49 % и 83 баллов для PlayStation 3-версии, и 83,15 % и 83 балла для Wii U.
Журнал Famitsu оценил обе версии игры в 39 баллов из 40 возможных, что является самой высокой оценкой для игры в жанре файтинг, наряду с Dead or Alive 4. Joystiq оценил игру в 4,5 баллов из 5, похвалив разработчиков за включение всех преимуществ серии в одну игру, и игровой процесс и весёлые битвы. Сайт GameSpot из плюсов игры отметил боевую систему, онлайн-функции, режим «Лаборатория битв» и саундтрек. Eurogamer в своём обзоре писал: «она играет его маленькой безопасностью в местах где не хватает по-настоящему убийственного режима одного игрока, но за счет расширения универсальности системы „Тег“, при радикально улучшенной функциональностью интернета, Namco выстроила новый семинар совместной работы, что опирается на оригинал почти во всех областях, которые были под вопросом». IGN в своём обзоре сильно раскритиковал Tekken Tag Tourament 2 из-за геймплея и загружаемого контента, так как сайт считает, что новые игроки не смогут освоиться с игрой. Game Informer отметил, что это не капитальный ремонт франшизы, но сохраняет серию уже с твердым геймплеем, и оценивая в итоге 8,5 баллов из 10 возможных. GamesRadar похвалил саундтрек, назвав его гипнотическим, увлекательно оценивая ритмы и удары барабана и бас в некоторых темах персонажей.

### Награды
Tekken Tag Tournament 2 был одним из четырёх игр номинированных в 2012 году Spike TV Video Game Awards в категории «Лучший файтинг», однако победил Persona 4 Arena. GameSpot удостоил игру званием «Файтинг 2012 года».